# Isabel Meireles
Isabel Maria Meireles Teixeira (4 de setembro de 1954) é uma advogada, deputada e política portuguesa. Ela é deputada à Assembleia da República na XIV legislatura pelo Partido Social Democrata.